# Varsovia (álbum)
Varsovia es un álbum doble de Rubén Rada y Javier Malosetti, grabado en vivo en abril de 2007 en La Trastienda de Buenos Aires.

## Historia
En 2006 el espectáculo había cerrado la quinta edición del festival Buenos Aires Jazz y otras músicas. Una crónica en La Nación calificó dicha presentación de excelente y recordó que Rada venía entrenado en el estilo debido a su reciente Candombe Jazz Tour.
Las reseñas del espectáculo, en distintas presentaciones, fueron muy positivas destacando la química entre los dos músicos y extendiéndola a Hernán Jacinto en teclados y Oscar Giunta en batería, que completan el trío de Malosetti. También destacaron las bien conservadas capacidades vocales de Rada, y describieron a la música de fusión setentista con blues, funk, pop y candombe montevideano.
En Varsovia, las composiciones de Rada dominan en número, con varios de sus clásicos. Hay tres temas de Malosetti, entre ellos “Varsovia Stomp”, que da nombre al disco, y tres versiones de otros artistas: “Esa tristeza” de Eduardo Mateo (que pertenece al repertorio de El Kinto, banda que integraron Mateo y Rada), “Georgia on My Mind” que remite a Ray Charles (uno de los cantantes preferidos de Rada) y "Don´t Bug Me", al que Malosetti presenta como un viejo blues y que grabaron Osie Johnson y Quincy Jones como “Don´t Bug Me, Hug Me”. “Armstrong” (dedicada a Louis Armstrong, otro de los artistas preferidos de Rada) es una canción nueva del músico, que volvería a grabar en Confidence 2: La película.
Una crítica en diario Clarín entiende que las intervenciones humorísticas de Rada funcionan en el show, y generan un clima cercano al café concert, pero que en repetidas audiciones del CD pueden incitar al adelantamiento de la pista.
También se editó una versión de Varsovia en un solo disco, que omite esas intervenciones.
El álbum recibió una nominación para los Premios Gardel 2008 en la categoría Mejor álbum de jazz.

## Lista de canciones
| CD1-1  | Dedos                        | Useta-Rada                        | 5:45 |
| CD1-2  | Armstrong                    | Rada                              | 5:15 |
| CD1-3  | Muy lejos te vas             | Rada                              | 6:58 |
| CD1-4  | Rough Biker                  | Malosetti                         | 7:50 |
| CD1-5  | Don't Bug Me                 | Perez-Kizer                       | 6:11 |
| CD1-6  | Georgia on My Mind           | Gorrell-Charmichael               | 6:28 |
| CD1-7  | De por qué no le compro yo   | Rada (introducción narrada)       | 1:52 |
| CD1-8  | Que no le compro yo          | Rada                              | 4:02 |
| CD1-9  | Varsovia Stomp               | Malosetti                         | 6:24 |
| CD2-1  | Esa tristeza                 | Mateo                             | 5:37 |
| CD2-2  | Para entender al negro chino | Rada (introducción narrada)       | 4:52 |
| CD2-3  | El negro chino               | Rada                              | 6:25 |
| CD2-4  | Para acunar al negro chino   | Rada (interacción con el público) | 0:37 |
| CD2-5  | Ayer te vi                   | Rada                              | 7:19 |
| CD2-6  | No me la puedo perder        | Rada (improvisación)              | 0:32 |
| CD2-7  | Malísimo                     | Rada                              | 3:04 |
| CD2-8  | Candombe para Gardel         | Rada                              | 4:24 |
| CD2-9  | Kevorkian                    | Malosetti                         | 4:39 |
| CD2-10 | Blumana                      | Rada                              | 6:55 |